# روبرت توماس (منافس ألعاب قوى)
روبرت توماس (بالإنجليزية: Rupert Thomas)‏ هو منافس ألعاب قوى أمريكي، ولد في 1912 في كانساس سيتي في الولايات المتحدة، وتوفي في 28 فبراير 1956.

## وصلات خارجية
- روبرت توماس على موقع أوليمبيديا (الإنجليزية)